# Antipaternale Antikörper
Antipaternale Antikörper sind spezielle Antikörper, vorwiegend handelt es sich um HLA-Antikörper, gegen die väterlichen weißen Blutzellen und Organzellen. Antipaternale Antikörper können sich unter anderem in der Schwangerschaft bilden.
Die Bestimmung antipaternaler Antikörper wird teilweise bei wiederholten spontanen Fehlgeburten bei der Frau durchgeführt, wenn sich keine organischen Ursachen für die Fehlgeburt ermitteln lassen. Die immunologischen Vorgänge bei einer Schwangerschaft sind jedoch komplex und bislang nicht vollständig bekannt. Die Deutsche Gesellschaft für Gynäkologie und Geburtshilfe empfiehlt daher in ihrer S1-Leitlinie, aufwändige immunologische Untersuchungen nicht einzuleiten. Studien zur Immunisierung der Frau mit Lymphozyten des Partners (paternale Immunisation) konnten bislang keinen statistisch nachweisbaren positiven Effekt auf Folgeschwangerschaften nachweisen. Zudem besteht die Gefahr der Übertragung von Infektionskrankheiten und der Bildung irregulärer Antikörper gegen rote Blutkörperchen und Blutplättchen.